# Beyukagha Mirzazade
 (octobre 2021).
Pour les articles homonymes, voir Mirzazade.
Beyukagha Mirzazade (en azéri : Böyükağa Məşədi oğlu Mirzəzadə, né le  21 février 1921 dans la banlieue de Bakou et mort le 3 novembre 2007 à Bakou) est un peintre azerbaïdjanais, artiste du Peuple de l’Azerbaïdjan.

## Études
Beyukagha Mirzazade a maîtrisé les bases de la peinture sous la direction du grand artiste azerbaïdjanais Azim Azimzade. Il est diplômé du Collège d'art d'État d'Azerbaïdjan en 1939. Beyukaga Mirzazadeh est entré à l'Université d'État de la culture et des arts de Moscou en 1940. Mais il n'a pas pu poursuivre ses études en raison du déclenchement de la guerre de 1941-1945. Il poursuit ses études à l'Institut des arts d'État d'Azerbaïdjan.

## Activité pédagogique
Beyukagha Mirzazade, qui commence sa carrière en tant qu'enseignant au Collège d'art d'État d'Azerbaïdjan, est étroitement associé à la création de l'École d'art d'Azerbaïdjan au niveau des exigences modernes et à l'organisation du processus éducatif correspondant. Il travaille à l'Institut national des arts d'Azerbaïdjan en tant que chef du département et professeur de l'Académie des arts d'Azerbaïdjan, chef de l'atelier créatif et exerce des activités pédagogiques jusqu'aux derniers jours de sa vie.

## Expositions
B. Mirzazade  participe activement à des expositions locales et internationales depuis 1940. L'artiste fait des voyages créatifs, dans l'ex-Tchécoslovaquie, ainsi qu'en France, en Italie et dans d'autres pays étrangers. L'artiste organise de nombreuses expositions personnelles en Azerbaïdjan  et à l'étranger. Ses œuvres sont conservées dans les musées, galeries et collections privées de notre pays, ainsi qu’à l’étranger.

## Décorations
Beyukaga Mirzazade a également mené des activités fructueuses en tant que peintre décorateur de théâtre. Les décors, créés par le maître exceptionnel, qui a réalisé pendant de nombreuses années la scénographie d'une vingtaine de représentations dans le théâtre azerbaïdjanais en utilisant une synthèse de divers arts, ont été très appréciés par les spécialistes.

## Titre
- Artiste émérite de la RSS d'Azerbaïdjan en 1960
- Prix d'État du nom d'Uzeyir Hadjibeyov en 1966
- Artiste du peuple en 1967
- Ordre du Drapeau Rouge du Travail - 20 février 1981
- Ordre de la Gloire - 20 février 1998